# Stephen Boyd
William Millar (4. července 1931 – 2. června 1977), známější pod uměleckým jménem Stephen Boyd, byl severoirský herec. 

## Kariéra
Na konci 50. let 20. století se prosadil rolí zloducha Messaly ve filmu Ben-Hur (1959), za kterou získal Zlatý glóbus za nejlepší mužský herecký výkon ve vedlejší roli. Druhou nominaci na Zlatý glóbus získal za muzikál Jumbo Billyho Rose (1962).
Stephen Boyd se také objevil v kladných, či záporných rolí ve filmech Muž, který nikdy nebyl (1956), Klenotníci měsíčního svitu (1958), Bravados (1958), Pád říše římské (1964), Čingischán (1965), Fantastická cesta (1966), Bible (1966) a Shalako (1968).

## Osobní život
Stephen Boyd byl dvakrát ženatý. Poprvé si v roce 1985 vzal za manželku Mariella di Sarzana. Jejich manželství ale trvalo pouze rok. Později navázal úzké přátelství s herečkami Brigitte Bardot, Dolores Hart a Marisa Mell. S Marisou Mell byl dva roky ve vztahu. V roce 1974 se oženil s Elizabeth Mills, se kterou žil až do své smrti.

## Smrt
Stephen Boyd zemřel 2. června 1977 na infarkt ve věku 45 let, když hrál golf se svou ženou Elizabeth Millsovou v Porter Valley Country Clubu v Northridge v Kalifornii. Byl zpopelněn a jeho popel byl uložen na hřbitově Oakwood Memorial Park Cemetery v Chatsworthu v Kalifornii.

## Filmografie (výběr)

### Filmy
- Muž, který nikdy nebyl (1956)
- Klenotníci měsíčního svitu (1958)
- Bravados (1958)
- Jumbo Billyho Rose (1962)
- Pád říše římské (1964)
- Čingischán (1965)
- Fantastická cesta (1966)
- Bible (1966)
- Shalako (1968)